# Kulturno središče evropskih vesoljskih tehnologij
Stavba Kulturno središče evropskih vesoljskih tehnologij (KSEVT) je bila med leti 2012 in 2017 sedež istoimenskega zavoda, ki se je ukvarjal s »kulturalizacijo vesolja«. Objekt je od takrat tudi osrednji kulturni prostor v Vitanju, od koder izvira družina pionirja vesoljskih tehnologij Hermana Potočnika Noordunga.

## Zgodovina
Stavba je bila uradno odprta 6. septembra 2012. Na njej so nastopili člani švicarskega umetniškega kolektiva Cod.Act s svojo umetnino Pendulum Choir. Ob dogodku je obiskovalce otvoritve z Mednarodne vesoljske postaje (MVP) preko video povezave pozdravil kozmonavt Jurij Malenčenko.
Od otvoritve septembra 2012 do leta 2018 je bila osrednja razstava 100 monumentalinih vplivov Hermana Potočnika Noordunga, na kateri je bilo predstavljeno Potočnikovo življenje povezano z različnimi kraji v tedanji Avstro-Ogrski, ter predvsem Potočnikove povezave in vplivi na druge pionirje vesoljskih tehnologij. 
Od septembra 2012 do konca avgusta 2013 so bili v okviru razstave o Potočniku razstavljeni muzealični original prvega satelita, Sputnika 1, ter originalni vesoljski obleki Sokol-KV2 in Orlan M (Orel) iz Zvezdnega mesta v Rusiji.
Od oktobra 2013 do konca avgusta 2014 je bila odprta razstava Voyager/Dr. Mavretič. Njen osrednji predmet, ki je prvič predstavljen svetovni javnosti, je originalni nadomestni instrument za meritve Sončeve plazme PLS (projekt NASA in MIT Boston). Vodilni konstruktor PLS je bil inženir slovenskega rodu, dr. Anton Mavretič.
Od februarja 2014 do leta 2015 je bila v KSEVT razstava Bivanje Orbita, na kateri je bila predstavljena originalna bivalna oprema Mednarodne vesoljske postaje, vključno s spalno vrečo, toaletno školjko, napravo za fitnes in drugim. 
Od februarja 2016 do februarja 2017 je bila v KSEVT razstava Objektivi. Predstavljeni so bili originalno okno Vzor iz vesoljskega plovila Vostok-2 skozi katerega je German S. Titov prvič posnel Zemljo iz vesolja. Med več kamerami in fotoaparati sta bili tudi originalni kameri Konvas  in Zenit 3-M, s katerimi so bili posneti nekateri zgodovinski posnetki. Originalne eksponate je prispeval Muzej Kozmonavtike iz Zvezdnega mesta.

## Arhitektura
Arhitekturna zasnova stavbe KSEVT je delo arhitekturnih birojev Bevk-Perović, Dekleva-Gregorič, Ofis ter Sadar+Vuga in izhaja iz načrta bivalnega kolesa, dela prve geostacionarne vesoljske postaje, kakor je opisana v Potočnikovi knjigi Problem vožnje po vesolju - raketni motor. Stavba je monolitna betonska zgradba, ki sestoji iz dveh nizkih valjev. Dinamika med njima ustvarja vtis lebdenja in vrtenja. Osrednji razstavni prostor obkroža glavno, okroglo dvorano, ki se z gornjimi raziskovalnimi prostori povezuje skozi okroglo odprtino med obema prostoroma. Avtorji so s tem želeli poudariti interakcijo med programom lokalne skupnosti in programom KSEVT. Glavno krožno dvorano z obeh strani obdaja polkrožna klančina, ki predstavlja osrednji razstavni prostor. Na vrhu klančine je prehod v manjši valj stavbe – v prvo nadstropje, ki je namenjeno študijskim in raziskovalnim potrebam ter knjižnici oz. zbirki Zakladi modernosti.

## Program
Kulturno središče evropskih vesoljskih tehnologij je kot zavod glavnino svojega delovanja posvečalo raziskavam in razvijanju programov kulturalizacije vesolja. Kompozitne misije, ki povezujejo znanost in umetnost s poudarkom na humanistični znanosti in sodobni umetnosti, so potekale v obliki konferenc, delavnic. Planiran je bil tudi rezidenčni raziskovalni programa za mlade umetnike in znanstvenike. Glavni namen njihove dejavnosti je bilo razvijati kulturne aplikacije za obstoječe vesoljske programe. Center je opravljal tudi muzejsko in razstavno dejavnost, ki se zgodovinsko in medkulturno ukvarja z raziskavami vesolja, založniške in izobraževalne dejavnosti ter vodi produkcijo razstav in dogodkov. Tretja glavna dejavnost centra so večpredstavnostni izobraževalni programi za osnovne in srednje šole.
Krovne institucije, ki sodelujejo s centrom v Sloveniji, so Znanstvenoraziskovalni center Slovenske akademije znanosti in umetnosti, Slovenska znanstvena fundacija in Slovenska matica.

## Nagrade in priznanja
Avtorji zgradbe so prejeli Plečnikovo nagrado za arhitekturo 2013, Zlati svinčnik 2013 in nagrado Trend 2012. Arhitektura KSEVT je bila nominirana za Evropsko nagrado Mies van der Rohe za najboljšo sodobno arhitekturo.
Leta 2014 je KSEVT prejel nagrado Valvasorjev nagelj.